# Kabila (samenleving)
Een kabila (Arabisch: قبيلة, qabīla) is een traditionele stam- of clansstructuur die voorkomt in Noord-Afrika en delen van het Midden-Oosten. De term wordt vooral gebruikt in landen als Marokko, Algerije, Libië, Mauritanië en Saoedi-Arabië, waar kabila’s historisch een belangrijke rol speelden in het sociale, politieke en economische leven van rurale gemeenschappen.

## Oorsprong en betekenis
Het woord kabila betekent letterlijk "stam" of "clan" en verwijst naar een groep mensen die via afstamming, geografische nabijheid of wederzijdse solidariteit met elkaar verbonden zijn. In traditionele samenlevingen vormden kabila’s de kern van de sociale organisatie, waarbij leden van een kabila vaak gemeenschappelijk land gebruikten, gezamenlijke beslissingen namen en elkaar beschermden bij conflicten.

## Kabila’s in Marokko
In Marokko waren kabila’s eeuwenlang de dominante vorm van lokale organisatie, vooral in bergachtige gebieden zoals het Rif- en Atlasgebergte. Veel kabila’s waren semi-autonoom en erkenden het gezag van de sultan slechts op symbolische wijze, een systeem dat bekendstond als Bled Siba ("het land van ongehoorzaamheid") in tegenstelling tot Bled Makhzen ("het land van de overheid").
Elke kabila had vaak een eigen raad van ouderen, een gekozen leider (amin, qaid of sheikh) en eigen gewoonterecht (‘urf’). Er kon ook sprake zijn van confederaties van meerdere kabila’s binnen een regio.

## Functies
De belangrijkste functies van een kabila waren:
- Rechtspraak: geschillen werden intern beslecht via gewoonterecht.
- Veiligheid en defensie: leden beschermden elkaar tegen externe dreiging.
- Belastingheffing en herverdeling: sommige kabila’s hieven eigen bijdragen voor gemeenschappelijke doelen.
- Culturele overdracht: tradities, orale geschiedenis en religieuze gebruiken werden binnen de kabila in stand gehouden.

## Kabila en koloniale invloed
Tijdens de koloniale periode (vanaf eind 19e eeuw) werd de autonomie van veel kabila’s ondermijnd. De Franse en Spaanse overheersers trachtten directe controle uit te oefenen door stamhoofden aan te stellen of af te zetten, waardoor de traditionele gezagsverhoudingen verstoord raakten. Tegelijkertijd documenteerden koloniale etnografen de kabila-structuren uitvoerig.

## Moderne situatie
In de moderne staten zijn de bestuurlijke en juridische functies van de kabila’s grotendeels verdwenen, maar de term leeft voort in sociaal-culturele zin. Veel families identificeren zich nog steeds met hun oorspronkelijke kabila, vooral in landelijke gebieden. Ook bij genealogie, bruiloften en regionale verbondenheid speelt de kabila nog een rol.

## Vergelijkbare structuren
De kabila vertoont overeenkomsten met andere tribale of clansystemen in Afrika en de Arabische wereld, zoals de tribes in Libië, de ashira in Syrië en Irak, en de lineages in West-Afrika.